# Günther Stapenhorst
Günther Gustav von Stapenhorst (* 25. Juni 1883 in Gebweiler im Elsass; † 2. Februar 1976 in München) war ein deutscher Offizier und Filmproduzent.

## Leben
Von Stapenhorst war Sohn eines Gymnasialdirektors und besuchte nach dem Gymnasium die Marineakademie und trat 1900 in die kaiserliche Marine ein. 1916 nahm er an der Skagerrakschlacht teil, 1917 wurde er dem Generalstab der Marine zugeteilt. Bei Kriegsende war er Korvettenkapitän und musste sich nach der Demobilisierung eine neue Existenz aufbauen.
1919 wurde er Bankangestellter, dann Exportkaufmann. Von 1921 bis 1924 war er Mitgründer und Gesellschafter der Hamburger Exportfirma Louis Pagenstecher & Co. Durch den Export und Verleih von Filmen kam er in Kontakt mit der Filmbranche, in der er ab 1924 tätig war. 1925 wurde Stapenhorst Geschäftsführer beim Merkur Film-Verleih in München, der in die Vulkan Filmverleih GmbH umbenannt wurde. 1926 wurde der Firmensitz nach Berlin verlegt. Dort arbeitete er mit Arthur Ziehm zusammen, bis dessen Firma durch das Verbot des Films "Unter Ausschluß der Öffentlichkeit" Konkurs anmelden musste. 1928 trat er als Produktionsleiter bei der UFA ein. Unter seiner Leitung entstanden zahlreiche Produktionen, darunter die erste Erich-Kästner-Adaption Emil und die Detektive.
Da die deutsche Filmindustrie immer mehr unter staatliche Kontrolle geriet, führte dies 1935 zu seiner Emigration nach England. Dort war er für Alexander Korda als Produktionsleiter der Gaumont British und der London Film tätig. Bei Kriegsbeginn ließ er sich in der Schweiz nieder. Für die kleine Elite-Film in Zürich produzierte er den Film Verena Stadler.
Nach der Gründung der Gloriafilm am 19. November 1940 stellte er vier weitere Filme in der Schweiz her. Stapenhorst unterhielt weiterhin Kontakte zu Deutschland und bewarb sich 1941, 1942 und 1943 um einen Direktionsposten bei der UFA, was aber mit dem Hinweis auf seine Zusammenarbeit mit jüdischen Schauspielern abgelehnt wurde. In der Schweiz geriet er zunehmend unter Spionageverdacht. Im Frühjahr 1942 wurde ihm verboten, den Außenaufnahmen zu seinem Film Steibruch beizuwohnen. Nach finanziellen Verlusten trat er am 16. Juli 1943 aus dem Verwaltungsrat der Gloriafilm zurück, blieb aber bis Kriegsende in der Schweiz.
1948 kehrte er nach Deutschland zurück und gründete 1949 in München die Carlton-Film GmbH. „Stapi“, wie er von seinen Freunden genannt wurde, produzierte in den fünfziger Jahren zahlreiche Unterhaltungsfilme, darunter drei Filme nach den Romanen Erich Kästners (Das doppelte Lottchen, Das fliegende Klassenzimmer und Die verschwundene Miniatur), für die Kästner die Drehbücher schrieb.
Baron von Stapenhorst war seit 1911 mit Charlotte Gräfin von Brockdorff verheiratet. Von 1950 bis zu seinem Tod war die Schauspielerin Margot Rupp, die mit Willem Holsboer verheiratet war, seine Lebenspartnerin. 1962 überließ er die Leitung der Firma seinem Sohn Klaus Stapenhorst. Sein anderer Sohn Fritz wurde Filmeditor und Regisseur, seine Tochter Lore Drehbuchautorin.
Günther Stapenhorst ruht auf dem Friedhof Riem in München.

## Filmografie

### Produktionsleitung
| - 1925: Ich hatt' einen Kameraden - 1926: Kreuzzug des Weibes - 1928: Der Tanzstudent - 1928: Die Yacht der sieben Sünden - 1928: Die blaue Maus - 1928: Ihr dunkler Punkt - 1929: Adieu, Mascotte - 1929: Der Sträfling aus Stambul - 1929: Wenn Du einmal Dein Herz verschenkst - 1930: Der unsterbliche Lump - 1930: Hokuspokus - 1930: Ein Burschenlied aus Heidelberg - 1930: Das Flötenkonzert von Sans-souci - 1931: Der kleine Seitensprung - 1931: Emil und die Detektive - 1931: Ronny - 1932: Zwei Herzen und ein Schlag | - 1932: Mensch ohne Namen - 1932: Das schöne Abenteuer - 1932: Wie sag’ ich’s meinem Mann? - 1933: Morgenrot - 1933: Saison in Kairo - 1933: Kind, ich freu’ mich auf Dein Kommen - 1933: Walzerkrieg - 1933: Flüchtlinge - 1933: Des jungen Dessauers große Liebe - 1934: Die Töchter ihrer Exzellenz - 1934: Der junge Baron Neuhaus - 1934: Prinzessin Turandot - 1935: Barcarole - 1935: Amphitryon – Aus den Wolken kommt das Glück - 1937: The Great Barrier - 1937: Paradise for Two - 1940: Verena Stadler |

### Produktion
| - 1941: Emil, me mues halt rede mitenand! - 1942: Menschen, die vorüberziehen... - 1942: Gottesmühlen (Steibruch) - 1943: Das Leben beginnt (Matura-Reise) - 1950: So sind die Frauen - 1950: Das doppelte Lottchen - 1952: Das weiße Abenteuer - 1952: Die Försterchristel - 1952: Alraune - 1952: Im weißen Rößl - 1953: Einmal keine Sorgen haben - 1953: Der letzte Walzer - 1953: Die vertagte Hochzeitsnacht - 1953: Der unsterbliche Lump - 1954: Meines Vaters Pferde (2 Teile) - 1954: Dieses Lied bleibt bei dir | - 1954: Das fliegende Klassenzimmer - 1954: Die verschwundene Miniatur - 1955: Solang’ es hübsche Mädchen gibt - 1955: Königswalzer - 1956: Rosen für Bettina - 1956: Manöverball - 1956: Der Bettelstudent - 1958: Ich war ihm hörig - 1958: Der Sündenbock von Spatzenhausen - 1958: Unruhige Nacht - 1958: Gräfin Mariza - 1959: Paprika - 1959: Bei der blonden Kathrein - 1960: Im weißen Rößl - 1962: Die Försterchristel |

## Auszeichnungen
- 1951: Filmband in Gold (Produktion) für Das doppelte Lottchen
- 1958: Verdienstkreuz des Verdienstordens der Bundesrepublik Deutschland
- 1971: Filmband in Gold für langjähriges und hervorragendes Wirken im deutschen Film